# Choking on Illusions
Choking on Illusions war eine von 2008 bis 2015 bestehende Melodic-Hardcore-Band aus dem Raum Kaiserslautern.

## Geschichte
Die Band Choking on Illusions entstand aus der ehemaligen Band Equal to each, die aus den Mitgliedern und Freunden Patrick Iljen (Bass), Jonas von Blohn (Drums), Mario Strasser (Gesang und Gitarre) und Philipp Hollinger (Gitarre und Backing Vocals) gegründet worden war. Nach ein paar Jahren stieß der befreundete Michael Rübel zur Band, die sich in Choking on Illusions umbenannte.
Nach ein paar Jahren trennten sich die Wege der Gründungsmitglieder, überwiegend aus beruflichen Gründen. Es wurde eine Art „Abschieds-Tour“ geplant, bei der nach und nach „alte“ Mitglieder durch die neue Besetzung ersetzt wurden. Nach mehreren Besetzungswechseln bestand die Band letztendlich aus Sänger Mario Strasser, Bassist Christian Pontes, Schlagzeuger Dustin Ueckert sowie den beiden Gitarristen Jannik Aulenbacher und Maciej Spiczak.
Die erste Veröffentlichung erfolgte im Gründungsjahr in Form einer EP, die nach der Band benannt wurde. 2010 wurde eine Demo mit zwei Liedern herausgebracht. Im Sommer des Jahres 2012 wurde das Debütalbum Guide Me Home veröffentlicht und bereits Ende des Jahres folgte mit Revive eine EP mit drei Stücken, welche kostenfrei auf der offiziellen Website der Band heruntergeladen werden kann. Derzeit befindet sich die Band im Studio, um an ihrem zweiten Album zu arbeiten, welches noch im Jahr 2014 veröffentlicht werden soll. Die erste Single, Borderlines wurde am 1. Juni 2014 offiziell auf Youtube veröffentlicht.
Vom 4. bis 14. Juni 2012 spielte die Gruppe ihre erste überregionale Konzertreise mit The Green River Burial, welche unter anderem durch Deutschland, Frankreich, Österreich und Luxemburg führte.
2013 spielte die Gruppe auf dem Phoenix-Festival in Weinheim, wo auch Deadlock und Final Prayer auftraten. Choking on Illusions wurden als Ersatz für Second Aid gebucht, welche einen Auftritt auf dem Festival absagen mussten. Zwischen dem 28. Februar 2014 und dem 15. März 2014 spielte die Gruppe eine Co-Headliner-Europatour mit der britischen Hardcore-Band Seasons in Wreckage, welche durch Deutschland, Belgien, Polen, Tschechien, die Niederlande und die Schweiz führte. In Trier kreuzte sich die Tour mit zwei weiteren Konzertreisen, sodass an diesem Abend acht Bands zu sehen waren, darunter Coldburn, Counterparts, Hundredth und Being as an Ocean. Am 21. Juni 2014 spielte die Gruppe erstmals auf dem Summerblast Festival. Dort war Choking on Illusions auf der Indoor-Bühne unter anderem mit Science Of Sleep, Wolf Down, Heart in Hand und Brutality Will Prevail zu sehen. Sechs Tage später trat die Gruppe erstmals auf dem Mair1 Festival auf. Dort war die Gruppe auf der Painstage zu sehen, wo am selben Tag auch The Charm the Fury zu sehen waren. Zudem spielte die Gruppe bereits im Vorprogramm für Vanna, His Statue Falls, Buried in Verona, Liferuiner, Stick to Your Guns, First Blood, Nasty, La Dispute und Evergreen Terrace.
Im Januar 2015 gab die Gruppe bekannt, bei Bastardized Recordings unterschrieben zu haben und ihr zweites Studioalbum Rest/less bei der Plattenfirma veröffentlichen zu wollen. Dieses Album sollte Ende März erscheinen. Im gleichen Statement verkündete die Gruppe zudem, nach einigen Tourneen, eine Pause in unbestimmter Länge einzulegen. Das Album wurde am 27. März 2015 veröffentlicht.

## Stil
Andreas Steiner von Stageload ist der Meinung, dass eine genaue Einordnung der Musik von Choking on Illusions schwer sei. Er beschreibt die Musik als experimentell, zwischen Post-Hardcore und Modern Hardcore liegend. Laut Clement vom Allschools Network bewegt sich die Musik der Band zwischen „unnachahmlicher The-Carrier-Melodik und aggressiven Comeback-Kid-Attacken“. Textlich bewege sich die Gruppe auf dem Debütalbum auf den Pfaden von Modern Life Is War.

## Diskografie
- 2012: Guide Me Home (Eigenproduktion)
- 2015: Rest/Less (Bastardized Recordings)